# Dolní Rožínka
Dolní Rožínka (en allemand : Unter Rosinka) est une commune du district de Žďár nad Sázavou, dans la région de Vysočina, en République tchèque. Sa population s'élevait à 592 habitants en 2020.

## Géographie
Dolní Rožínka se trouve à 7 km au sud-ouest de Bystřice nad Pernštejnem, à 22 km à l'est-sud-est de Žďár nad Sázavou, à 46 km à l'est-nord-est de Jihlava à 144 km au sud-est de Prague.
La commune est limitée par Blažkov à l'ouest et au nord, par Rožná, Milasín et Bukov à l'est et par Strážek au sud.

## Histoire
La première mention écrite de la localité date de 1349.

## Administration
La commune se compose de trois quartiers :
- Dolní
- Rožínka Horní
- Rozsíčka

## Transports
Par la route, Dolní Rožínka se trouve à 9 km de Bystřice nad Pernštejnem, à 26 km du centre de Žďár nad Sázavou, à 56 km de Jihlava et à 170 km de Prague.